# Iltisse
Die Iltisse gehören zu den Mardern und bilden die Untergattung Putorius in der Gattung Mustela, zu der auch die Wiesel und die Nerze gezählt werden. Es gibt drei Arten:
- Europäischer Iltis oder Waldiltis (Mustela putorius)
- Steppeniltis (Mustela eversmannii)
- Schwarzfußiltis (Mustela nigripes)

Das Frettchen ist eine domestizierte Iltisform, die entweder aus dem Europäischen oder dem Steppeniltis hervorgegangen ist.
Der Tigeriltis ist mit diesen Tieren nur entfernt verwandt und wird in einer eigenen Gattung (Vormela) geführt.
Iltisse weisen einen langgestreckten Körperbau mit relativ kurzen Gliedmaßen auf. Die Fellfärbung variiert von gelbbraun bis dunkelbraun, kennzeichnend sind die maskenartigen Gesichtszeichnungen. Die Tiere erreichen eine Kopf-Rumpf-Länge von 21 bis 56 Zentimeter, eine Schwanzlänge von 7 bis 19 Zentimeter und ein Gewicht von 0,2 bis 2,1 Kilogramm. Ihr Körperbau verweist auf ihre Ernährungsweise: Beutetiere sind Arten, die sich in selbstgegrabene Höhlen und Baue flüchten. Durch ihre gestreckte Form und die kurzen Beine können Iltisse zum Beispiel Kaninchen in ihre Baue folgen.
Iltisse sind vorwiegend in gemäßigten Regionen Eurasiens und Nordamerikas beheimatet. Ihre Lebensräume sind je nach Art offene Wälder, Steppen oder Grasländer.
Wie alle Marder haben sie Analdrüsen, die ein stark riechendes Sekret absondern, das zur Reviermarkierung und zur Feindabwehr dient.